# The Best of Both Worlds (chanson)
Pour les articles homonymes, voir Best of et The Best of Both Worlds.
Pistes de Hannah Montana Soundtrack
Who Said
The Best of Both Worlds est le premier single de Miley Cyrus sous le nom Hannah Montana et la chanson thème de la série télé.

## Liste des pistes
1. The Best of Both Worlds
2. If We Were A Movie

## Référence
- (en) Cet article est partiellement ou en totalité issu de l’article de Wikipédia en anglais intitulé « The Best of Both Worlds (song) » (voir la liste des auteurs).